# 奥洛夫·雅各布森
奥洛夫·雅各布森（挪威語：Olof Jacobsen，1888年3月24日—1969年3月2日），挪威男子竞技体操运动员。他曾代表挪威获得1912年夏季奥运会体操比赛男子团体瑞典式铜牌。他于1969年在哈尔登去世。